# Yukiko Duke

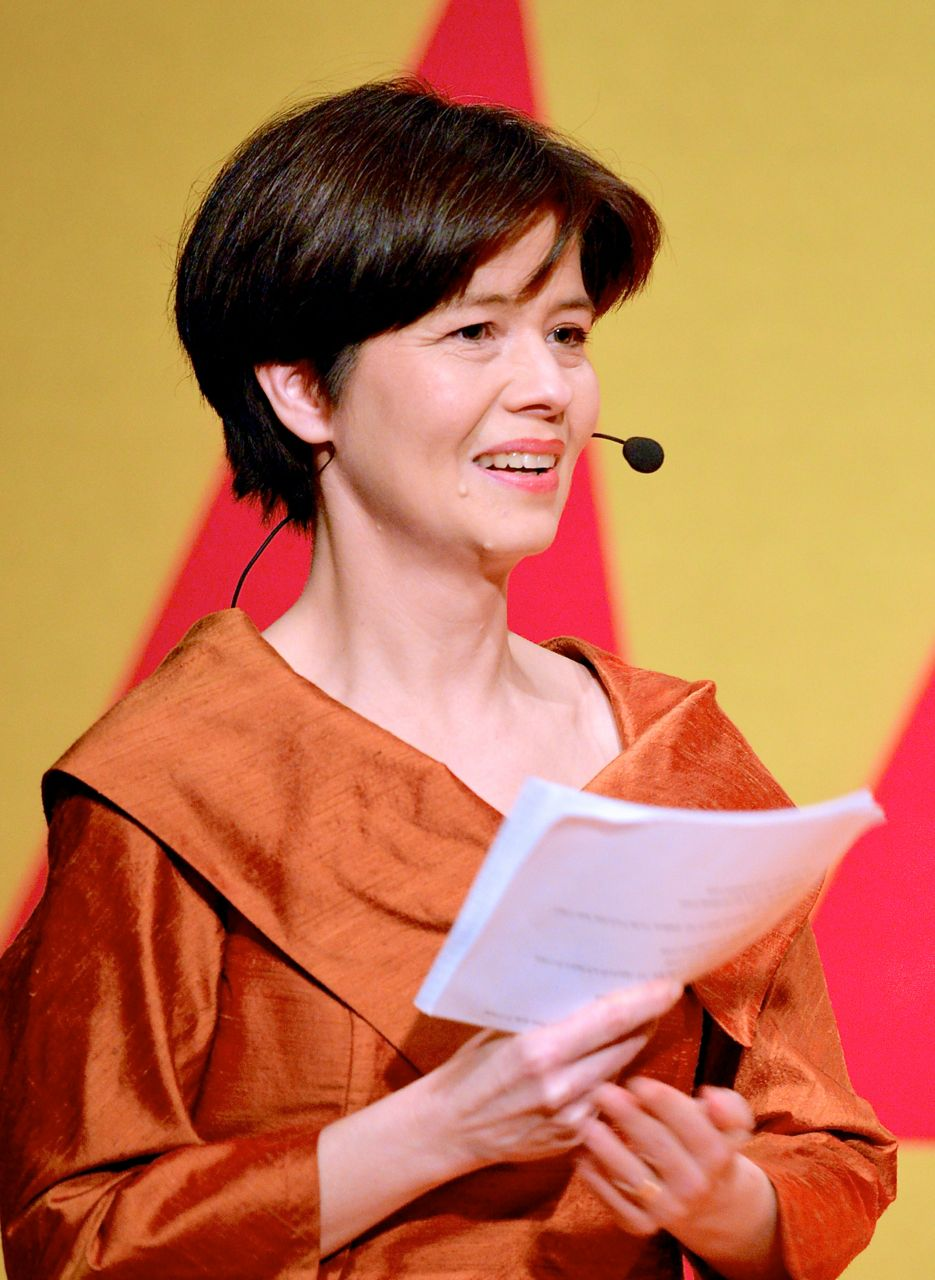
Yukiko Duke på Kulturhuset i Stockholm 2014 i samband med att Tucholskypriset delas ut.

Yukiko Anette Torun Maria Duke Bergman, född Duke den 19 januari 1966 i Stockholm, är en svensk översättare, journalist, redaktör och programledare. 

## Biografi
Duke är uppvuxen i Stockholm som dotter till Christer Duke och Eiko Duke-Soei och arbetar med särskild inriktning på Japan och asiatiskt samhällsliv och kultur. Redan i tonåren började hon göra reportage om Sverige för ledande japanska tv-bolag som NHK och Fuji Television. Efter studier vid Stockholms universitet flyttade hon 1987 till Japan för att studera journalistik och sociologi med en Master of Arts vid Tokyo universitet. Parallellt med studierna arbetade hon där som journalist för främst NHK, Sveriges Radio och Sveriges Television med en rad reportage från bland annat Röda khmerernas Kambodja och andra asiatiska händelser. Åren 1991–1993 var hon nyhetsankare för NHK:s nyhetstimme World Station 22. Efter återkomsten till Sverige 1993 arbetade hon för Sveriges Television med dess litteraturprogram Röda rummet. 1995 blev hon programledare för aktualitetsprogrammet Kvällsöppet och 1998 ledde hon tillsammans med Carl Olof Josephson literaturfrågeprogrammet Stänk och flikar. 
Skönlitteratur har länge varit av central betydelse för Yukiko Duke. Sedan 2002 är hon litteraturrecensent i SVT:s Gomorron Sverige. Hon har även varit verksam som krönikör och kulturredaktör i Tidningen Vi och ICA-kuriren. År 2011 blev hon redaktör för litteraturtidskriften Vi läser. Från 2015 är hon konstnärlig ledare för den årliga internationella litteraturfestivalen Stockholm Literature på Moderna museet. Hon är också ofta anlitad som moderator i olika litterära sammanhang.
Duke har sedan 1992 översatt flera japanska böcker till svenska, bland annat Kenzaburo Oe, som fick Nobelpriset i litteratur 1994, flera av Haruki Murakamis romaner som Kafka på stranden och Norwegian Wood. År 2001 blev hennes och Eiko Dukes Mikaku, den japanska kokboken nominerad till Augustpriset i kategorin fackböcker.
Hon har varit värd för Sommar i P1 1994 och 2011. 2020 invaldes hon i Svenska Deckarakademin.

## Priser och utmärkelser
- 2005 – Den svarta luppen som årets deckarrecensent av tidskriften Jury.[3]
- 2014 – Axel och Margaret Ax:son Johnsons stiftelses stipendium [4]
- 2016 – Kerstin M Lundberg-priset[5]
- 2020 – Mikael Lybeck-priset för sitt engagemang och intresse för den finlandssvenska litteraturen.[6]